# Mike Bäuml
Mike Bäuml (* 8. Juni 1968 in Dillingen a.d. Donau) ist ein deutscher Drehbuchautor.

## Leben
Bäuml verbrachte seine Kindheit in Salmiya, Kuwait und in Dammam, Saudi-Arabien, wo sein Vater für einen Automobilhersteller arbeitete. 1988 machte er Abitur am Johann-Michael-Sailer-Gymnasium.
Seine Karriere begann Bäuml als Aufnahmeleiter, Producer und Produzent bei der Bavaria Film in München. Er produzierte die deutsch-australische Koproduktion Abschied in den Tod mit Susanne Lothar und die ARD-Vorabendserie Verdammt verliebt mit Florian David Fitz und Silke Bodenbender.
Zwischenzeitlich arbeitete Bäuml auch als Fernsehkritiker für die Münchner tz. 
Seit 2003 ist Bäuml als Drehbuchautor tätig, u. a. für die Serien Der Staatsanwalt mit Rainer Hunold, Der Alte mit Jan-Gregor Kremp und Thomas Heinze, Ein Fall für Zwei mit Claus Theo Gärtner, Antoine Monot Jr. und Wanja Mues, sowie die Krimireihen Polizeiruf 110 (Swiecko) mit André Kaczmarczyk, Unter Verdacht mit Senta Berger und Die Füchsin mit Lina Wendel und Karim Chérif.
Bäuml lebt in München.

## Filmografie (Auswahl)
- 2014: Unter Verdacht: Ein Richter
- 2016: Unter Verdacht: Verschlusssache
- 2021: Polizeiruf 110: Hermann
- 2022: Polizeiruf 110: Der Gott des Bankrotts
- 2023: Polizeiruf 110: Cottbus Kopflos
- 2023: Polizeiruf 110: Schweine
- 2024: Polizeiruf 110: Wasserwege
- 2024: Die Füchsin: Der Spion